# Nedre Laisälven
Nedre Laisälven este o arie protejată (arie specială de conservare — SAC, sit de importanță comunitară — SCI) din Suedia întinsă pe o suprafață de 387,1 ha, integral pe uscat.

## Localizare
Centrul sitului Nedre Laisälven este situat la coordonatele 65°38′12″N 17°39′05″E / 65.6368°N 17.6513°E.

## Înființare
Situl Nedre Laisälven a fost declarat sit de importanță comunitară în decembrie 1998 pentru a proteja un număr necunoscut de specii din flora spontană și fauna sălbatică aflate în arealul zonei. Situl a fost protejat și ca arie specială de conservare în martie 2011.

## Biodiversitate
Situată în ecoregiunea boreală, aria protejată conține 6 habitate naturale: Râuri naturale fino-scandinave, Mlaștini turboase de tranziție și turbării mișcătoare, Taiga vestică, Păduri fino-scandinave bogate în ierburi cu Picea abies, Lacuri și iazuri distrofice naturale, Turbării Aapa.
La baza desemnării sitului se află un număr nedeclarat de specii protejate.